# William Grover Smith
William Grover Smith (* 26. April 1857 in Newton, Sussex County, New Jersey; † 3. November 1921 in Golden, Colorado) war ein US-amerikanischer Politiker. Zwischen 1889 und 1891 war er Vizegouverneur des Bundesstaates Colorado.

## Werdegang
Über die Jugend und Schulausbildung von William Smith ist nichts überliefert. Er muss aber Jura studiert haben, weil er am Ende seines Lebens als Jurist arbeitete. Bis 1872 lebte er in Michigan. Dann zog er nach Golden im späteren Staat Colorado, wo er zunächst als Lehrer und dann in der Zeitungsbranche tätig wurde. Zwischen 1879 und 1900 war er Eigentümer und Herausgeber der Zeitung Golden Globe. Politisch schloss er sich der Republikanischen Partei an. Im Jahr 1880 bekleidete er das Amt des City Clerk in Golden; von 1884 bis 1888 war er dort Aufseher über die Schulen (Superintendent of Schools). Außerdem war er im Jahr 1882 Privatsekretär von Gouverneur Frederick Walker Pitkin. Von 1885 bis 1887 gehörte Smith auch dem Aufsichtsrat der State Industrial School an.
Im Jahr 1888 wurde Smith an der Seite von Job Adams Cooper zum Vizegouverneur von Colorado gewählt. Dieses Amt bekleidete er zwischen 1889 und 1891. Dabei war er  nicht nur Stellvertreter des Gouverneurs, sondern auch Vorsitzender des Staatssenats. Zwischen 1899 und 1901 war Smith Abgeordneter und Vorsitzender im Repräsentantenhaus von Colorado. Zwischen 1900 und 1918 arbeitete er für die Straßenbahngesellschaft der Stadt Denver. Im Juni 1912 nahm er als Delegierter an der Republican National Convention in Chicago teil, auf der Präsident William Howard Taft zur dann erfolglosen Wiederwahl nominiert wurde. Nach dem Ende seiner Tätigkeit bei der Straßenbahn von Denver praktizierte William Smith als Anwalt. Zeitweise war er auch als Bezirksstaatsanwalt tätig. Er starb am 3. November 1921 in Golden.